# Arado Ar 95
L'Arado Ar 95 era un idroricognitore marittimo a scarponi biplano prodotto dall'azienda tedesca Arado Flugzeugwerke GmbH dalla fine degli anni trenta.

## Utilizzatori
Cile
- Fuerza Aérea de Chile

 Germania
- Luftwaffe per conto della Kriegsmarine